# Delecja

Schemat aberracji chromosomowej strukturalnej – delecji obejmującej kilka regionów chromosomu.

Delecja – zmiana w materiale genetycznym polegająca na utracie jego fragmentu. Ubytek taki może obejmować od jednego lub kilku nukleotydów (mutacja punktowa), poprzez ubytek większych fragmentów genów, całych genów lub ich grup (strukturalna aberracja chromosomowa), aż po całe chromosomy (liczbowa aberracja chromosomowa). Niektóre delecje są przyczyną chorób genetycznych, inne mają charakter neutralny.
Delecje punktowe w sekwencji kodującej mogą skutkować utratą jednego lub kilku aminokwasów łańcucha polipeptydowego, jeśli ubytek obejmuje dokładnie kodon lub kodony lub mogą prowadzić do zmiany sekwencji aminokwasowej od pozycji delecji, jeśli mutacja powoduje przesunięcie ramki odczytu. Niekiedy równocześnie z delecją dochodzi do insercji w miejscu ubytku DNA, co określane jest jako indel.
Do wykrywania delecji wykorzystuje się różne metody, zależnie od ich wielkości, np. sekwencjonowanie, metody cytogenetyki molekularnej (FISH, MLPA, porównawcza hybrydyzacja genomowa do mikromacierzy) i badanie kariotypu. Do opisu delecji stosuje się nomenklaturę HGVS lub ISCN.
Wśród przykładów patogennych delecji wymienić można delecję punktową F508del w genie CFTR - przyczynę mukowiscydozy, delecję regionu q11.23 chromosomu 7 zawierającego gen elastyny (ELN) - przyczynę zespołu Williamsa oraz utratę chromosomu X (45,X0) - przyczynę zespołu Turnera.